# Blastobasis livorella
Blastobasis livorella é uma espécie de mariposa do gênero Blastobasis pertencente à família Coleophoridae.